# Gégegyulladás
A gégegyulladás a gége gyulladásos megbetegedése. Fő tünete a rekedtség, akár a hang teljes elvesztéséig. Emellett gyakori a torokfájás, a száraz köhögés és a láz. Sokszor más légúti betegségek szövődménye. Kisgyerekeknél életveszélyes, mert a duzzadt nyálkahártyák elzárhatják a légutakat, ezért kórházi kezelésre, intubálásra vagy akár légcsőmetszésre is szükség lehet. A kanült sokszor hónapokig, vagy évekig is bent tartják; ezalatt a beteg gyerek nem tud szájon át enni-inni, és beszélni sem, így alternatív kommunikációs technikákat kell neki tanítani, például jelnyelvet, jelbeszédet és képcserét. Felnőtteknél is okozhat tartós afóniát, mivel a betegség után a gége izmai bedagadva maradhatnak. Okozhatják környezeti ártalmak, a hang túlerőltetése, vagy fertőzés. Kisgyerekeknél a vírusfertőzés a fő ok (90%).

## Fajtái és okai
A gégegyulladásnak két fajtája van: a három hetesnél rövidebb heveny, másként akut, és a három hetesnél hosszabb idült, avagy krónikus.
A heveny forma fő oka a vírusos, vagy bakteriális fertőzés, de okozhatja a hang túlerőltetése, vagy a száraz, esetleg füstös-poros levegő.
Az idült forma okai lehetnek ezek mellett:
- a füstös-poros munkahely
- a forró levegő
- az alkohol és a dohányzás
- lélegzés szájon át az eldugult orr miatt
- reflux, vagy légúti betegségek
- rossz hangképzési technika, vagy a hang pihentetésének elmaradása az akut formában

## Kezelése
A gégegyulladás kezelése első körben az okra irányul, hogy elkerüljék a hangképző szervek további károsodását, a hangszalagok fekélyesedését, csomósodását, tönkremenését. Javítják az orrlégzést, kezelik az alapbetegségeket. A kezelés egy másik fő része a hangkímélet, a lemondás a beszédről, és mindenféle hangadásról. Ha mégis beszélni kell, akkor halk, nyugodt hangon kell beszélni. A suttogás még többet árthat, mint a beszéd. Az énekeseket még a zenehallgatástól is el szokták tiltani, mert hangszálaik önkéntelenül is megmozdulnának. 
Az orvosok gyakran ágynyugalmat is előírnak különösen fertőzések, vagy láz esetén. A köhögést tünetileg mulasztják el.
Sokat segít a bőséges folyadékbevitel, a meleg nyakborogatás, a lila hagyma leve, a méz, az inhalátorok (sós víz, kamilla, zsálya), és a szoba párásítása. Kerülni kell a dohányzást, az alkoholt, az erős fűszereket, és mindent, ami hideg, vagy forró. Az alkoholt a még bővebb folyadékbevitel ellensúlyozhatja.